# 2,2-Dimethyl-1-butanol
2,2-Dimethyl-1-butanol ist eine chemische Verbindung aus der Gruppe der Alkanole.

## Gewinnung und Darstellung
2,2-Dimethyl-1-butanol kann aus tert-Amylmagnesiumbromid oder tert-Amylmagnesiumchlorid durch Reaktion mit Ethylformiat dargestellt werden.

## Eigenschaften
2,2-Dimethyl-1-butanol ist ein Flüssigkeit, die wenig löslich in Wasser ist.